# Cassidy Red
Pour plus de détails, voir Fiche technique et Distribution.
Cassidy Red est un western américain en téléfilm, réalisé par Matt Knudsen, et diffusé en 2017.

## Synopsis
Josephine Cassidy revient dans la ville où elle croit qu'on a tué son bien-aimé, Jake. En fait, elle tombe dans un piège tendu par Tom, le frère adoptif de son amant. Par des séries de flash-backs, la complexité de la situation est petit à petit mise en lumière, jusqu'au règlement de comptes final.

## Fiche technique
- Titre : Cassidy Red
- Réalisation : Matt Knudsen
- Scénario : Matt Knudsen
- Musique : Andrew Carroll
- Pays de production :  États-Unis
- Durée : 91 min
- Date de première diffusion : 2017

## Distribution
- Abby Eiland : Josephine Cassidy
- David Thomas Jenkins : Tom Hayes
- Jason Grasl : Jake Yazi
- Gregory Zaragoza : Cricket
- Jessy Knudsen : Quinn
- Rick Cramer : Cort Cassidy
- Lola Kelly : Rowena
- Alyssa Elle Steinacker: Josephine jeune
- Lindsey-Anne Campbell : Rowena jeune
- Mercedes LeAnza : Harley, mère de Josephine

## Récompenses
- En 2018 au Festival international du cinéma de Chypre (en) (CYFF), le film est récompensé pour les meilleurs costumes en la personne de Brianna Quick, et de la meilleure production en la personne de Lauren Ivy[1].